# Växtfärgning

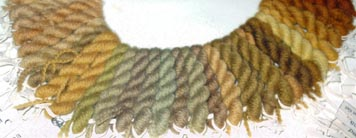
Växtfärgade ullgarner. Från den mossgröna dockan och vidare åt höger är garnerna färgade med följande växter och metallsalter:
1) Björklöv
kopparvitriol (kopparsulfat)
2) Renlav
kopparvitriol (kopparsulfat)
3) Renlav
kromsyrat kali (kaliumkromat)
4) Maskros
kromsyrat kali (kaliumkromat)
5) Maskros
kopparvitriol (kopparsulfat)
6) Islandslav
kromsyrat kali (kaliumkromat)
7) Islandslav
kopparvitriol (kopparsulfat)

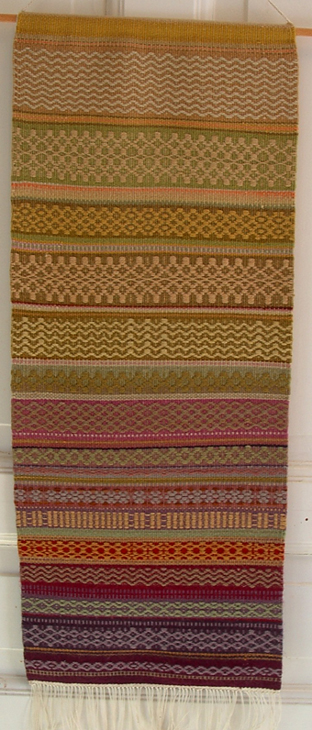
Vepa i växtfärgad ull.

Växtfärgning handlar om färgning av textila material med färgämnen från naturen. Fram till mitten av 1800-talet färgades alla textilier med färgämnen från växt- eller djurvärlden. Sedan dess har växtfärgämnena gradvis ersatts av syntetiska färgämnen, och växtfärgning sker numera mest som hobbyverksamhet. 

## Historia
Konsten spred sig från Asien och Nordafrika och finns dokumenterad i Norden genom bronsåldersfynd av färgad ylle.
Växtfärgningens historia började sannolikt med fenicierna som under årtusendet f.Kr. utvecklade den svåra konsten att färga med purpur. I antikens Grekland kände man också till konsten att färga turkiskt rött, karmosinrött, scharlakansrött, krapprött. Blått färgades med vejde och gult med saffran och vau. I Pompeji har man funnit gamla purpurfärgerier med glasflaskor som innehöll färgämnen.
Enligt NE framgår att: "I Venedig, som anses ha fått en skråordning för färgare redan 1234, utkom 1540 en bok om färgning, Plictho del arte de tentori (ung. 'Förklaring av konsten att färga'), som fick betydelse för hela Europa. När textilframställningen sedan utvecklades i Flandern blev man där skicklig i textilfärgning. Tbouk va Woudre ('Undrens bok') är namnet på en viktig handbok i färgning utgiven i Bryssel 1513."
I Europa utvanns indigo ur vejde, men handeln med ärtväxten indigo under 1600- och 1700-talen slog till slut ut vejdeodlingarna. Andra växtfärgämnen som använts länge i Sverige är kermeskorn (rött) och mjölon (gult).
Cajsa Wargs berömda "Hjelpreda i hushållningen för unga fruentimber" från 1755 innehåller ett antal växtfärgningsrecept för garner. Från 1765 försågs Hjelpredan med ett anonymt supplement kallat Underrättelse Om Färgning, Grundad på Kunskap och Förfarenhet, som innehåller ca 130 recept för färgning av ylle, lin och siden.
Det var först på mitten av 1800-talet som textilier började färgas med syntetiska färgämnen.
Hemslöjden har länge värnat om den mjuka färgskala som växtfärgningen ger samt bevarandet av traditionen och av kunskapen kring växtfärgning. Men man har ändå inte väjt för de kraftigare färger som också är möjliga att åstadkomma med naturliga färgämnen, vilket textilkonstnären Hannah Ryggen föredrog.

## Metod
På hobbynivå kan man växtfärga med hjälp av en vanlig köksspis, men många föredrar att hålla till utomhus med gamla vedeldade tvättgrytor och riklig tillgång på mjukt sjö- eller åvatten.
Garnet tvättas med tvållösning och hela härvan läggs i vattenbad för betning för att bli mottagligt för färgning. Sen läggs garnet i kokande eller hett vattenbad med aktuellt färgämne. I vissa fall efterbehandlas också garnet. Samma betningsbad och färgbad kan användas flera gånger, med olika effekt på färgningsprocessen. Upp till tre bad kan göras på samma grundmaterial.

### Kärl
Metallen i vissa kärl kan påverka slutresultatet. Kärl av glas, emalj och rostfritt stål ger ingen påverkan, medan kärl av järn, koppar, aluminium och förtennad koppar påverkar färgen. Betbaden är känsligare för kärlmaterialet än själva färgbaden.  

### Betmedel och efterbehandling
Under historisk tid har bland annat mattlummer använts som betmedel. Inom modern växtfärgning används bland annat alun (kaliumaluminiumsulfat), järnvitriol ("grön vitriol", järnsulfat), kopparvitriol ("blå vitriol", kopparsulfat), kromsyrat kali (kaliumkromat), tenn(II)klorid och vinsten (kaliumvätetartrat) som betmedel och för efterbehandling. Alun är det vanligaste betmedlet. 
Eftersom man inom växtfärgning ofta utgår från äldre recept, använder man i handböcker och växtfärgningskurser ofta, ehuru föråldrade, kemikaliernas trivialnamn. De moderna namnen anges här ovan inom parentes. Vid inköp i fackhandeln för kemikalier är det i första hand de moderna namnen som gäller.

## Galleri

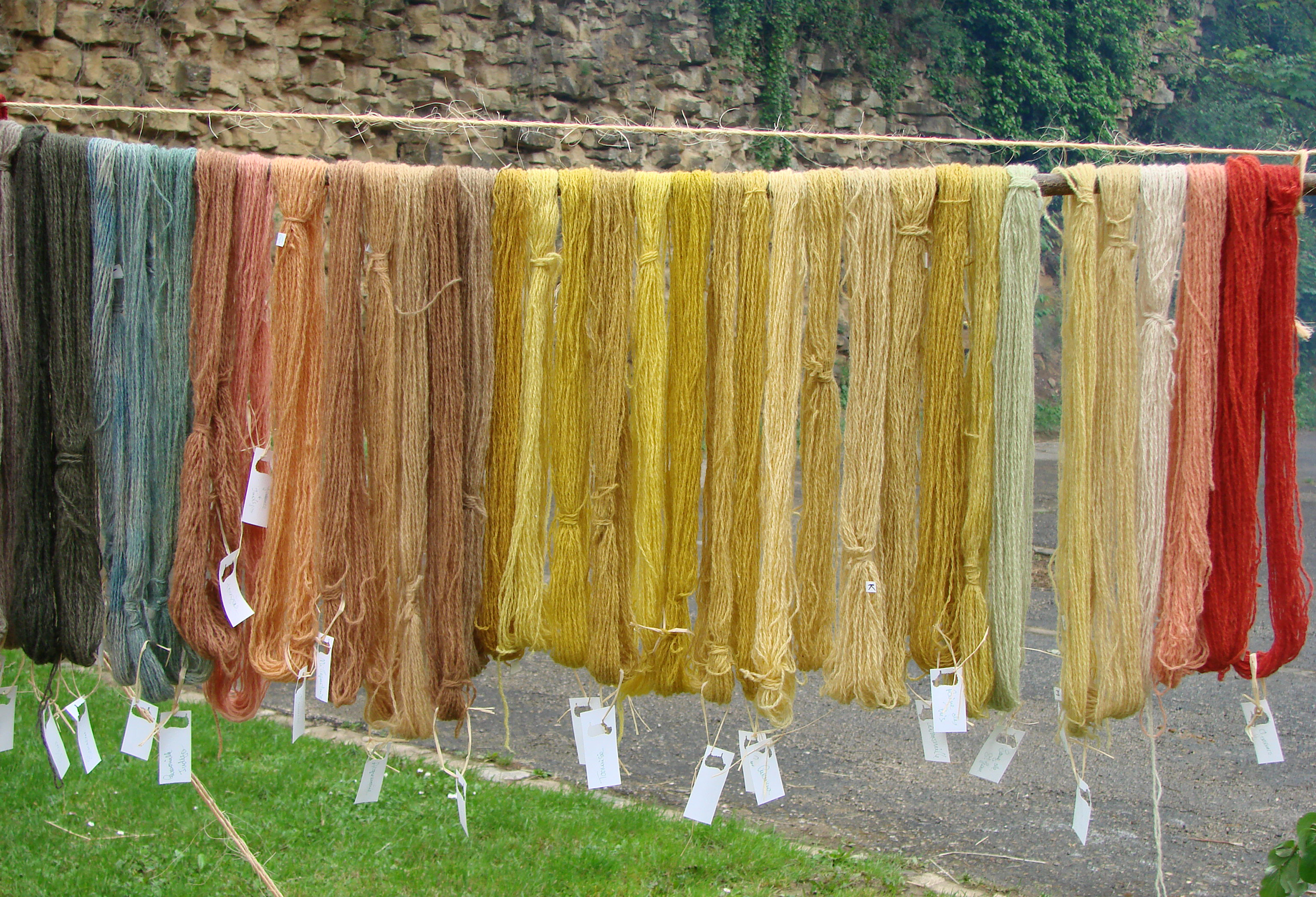
Växtfärgade yllegarner på en fransk medeltidsmarknad.
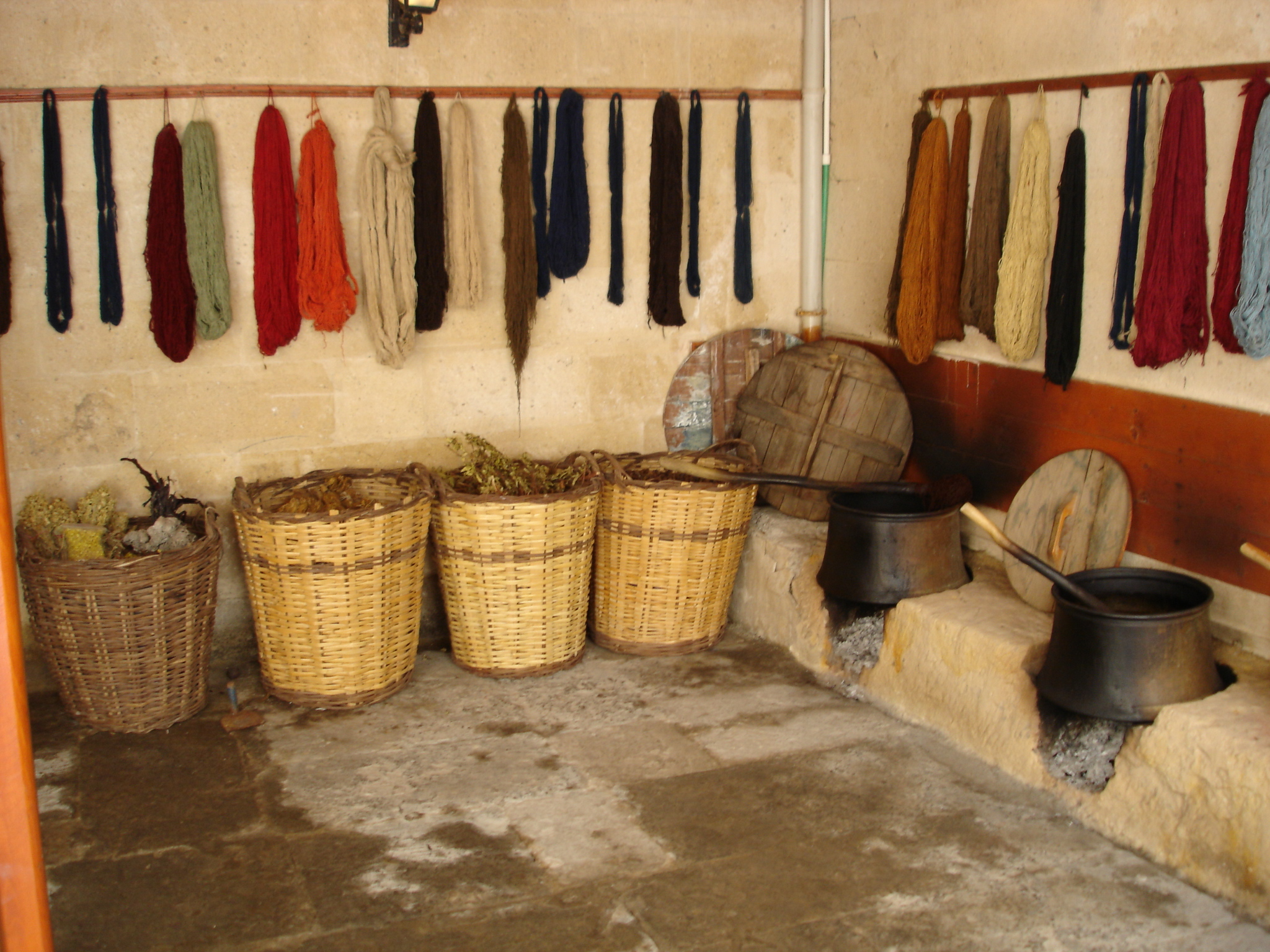
Interiör i ett färgeri. Korgar med växtmaterial, eldstäder för färggrytor och färgad ull.
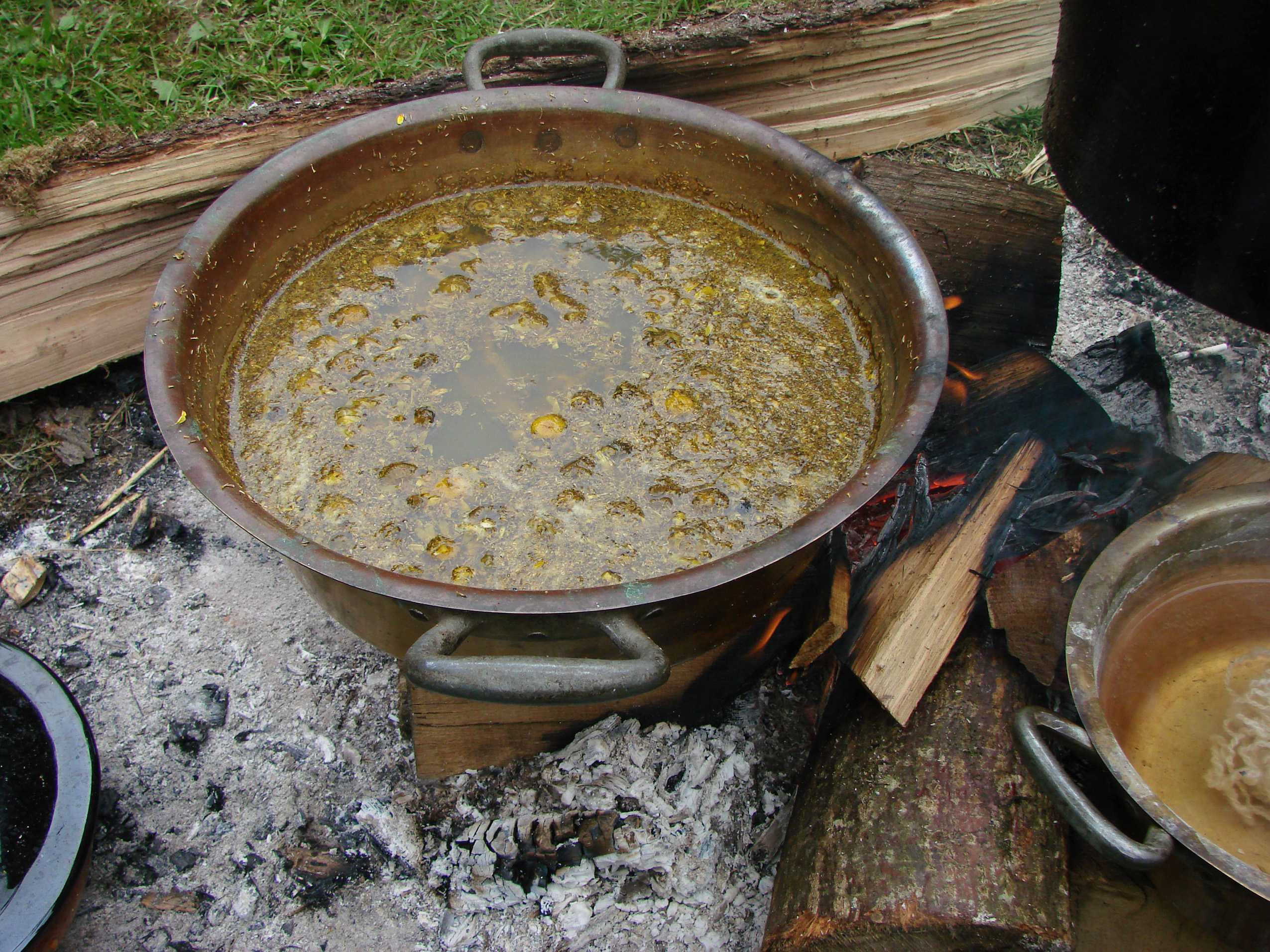
Växtfärgningsbad med kamomill